# Парламентские выборы в Алжире (2021)
Досрочные парламентские выборы в Алжире прошли 12 июня 2021 года, на них были избраны 407 членов Народного национального собрания. Первоначально ожидавшиеся в 2022 году выборы были проведены досрочно в свете принятой поправки к Конституции, одобреной в ходе конституционного референдума в ноябре 2020 года.

## Избирательная система
Национальная народная ассамблея Алжира состоит из 462 депутатов, которые избираются на пять лет на основе пропорционального представительства по 48 многомандатным округам, соответствующим провинциям Алжира и зарубежным зонам.
Двухпалатный парламент Алжира состоит из вехней Совет нации и нижней (Народное национальное собрание) палат. Народное национальное собрание состоит из 407 мест, избираемых пропорциональным представительством в 59 многомандатных избирательных округах, соответствующих 58 провинциям (вилайетам) страны, плюс один округ, представляющий диаспору за рубежом. Каждому округу выделяется количество мест в зависимости от его населения: одно место на сегмент в 120 тыс. жителей, плюс одно место для любого оставшегося сегмента в 60 тыс. жителей, минимум три места на избирательный округ. Партийные списки открытые, с преимущественным голосованием и избирательным барьером в 5 % от поданных голосов [7]. После подсчёта голосов распределение мест производится в соответствии с методом, известным как «самый сильный остаток».
Выборы 2021 года стали первые выборами после внесения изменений в закон о выборах несколькими месяцами ранее, которые вводили открытые списки и избирательный барьер. Исключительно для этих выборов новый закон отменял условия, ограничивающие участие партий только теми, которые набрали не менее 4 % голосов на предыдущих выборах или собрал спонсорские подписи 250 граждан в каждом из избирательных округов, в котором один из партийных кандидатов представляет себя. Общее количество мест также было сокращено для этих выборов с 462 до 407 мест после указа президента, изменяющего ключ распределения в соответствии с населением. Предыдущие выборы организовавались из расчёта одно место на 80 тыс. жителей, плюс одно место на оставшиеся 40 тыс. жителей, как минимум, четыре места на округ.
Было зарегистрировано в общей сложности 24 490 180 избирателей, в том числе 23 587 815 человек в Алжире и 902 365 за рубежом. Позднее общее количество избирателей было уменьшено до 24 453 992 человека после подачи апелляций в Конституционный суд.

## Предвыборная обстановка
Парламентские выборы в мае 2017 года характеризовались низкой явкой в 35 %, что было даже меньше, чем 43 % на выборах 2012 года. Опросы показывали обновление правящей коалиции, альянса между Фронтом национального освобождения (ФНО) и Национального демократического объединения (НДО), которое сохранило абсолютное большинство мест в Национальном народном собрании, несмотря на резкое сокращение числа депутатов от ФНО.
Общество в Алжире уже несколько лет находилось в напряжении из-за падения цен на нефть, а правительству так и не удалось положить конец зависимости страны от углеводородов, которые составляли 60 % от государственного бюджета. Большая часть населения сталкивалась с экономическими трудностями из-за воздействия падения национального бюджета на цены на предметы первой необходимости, которые в значительной степени субсидировались государством.
Президент Абдельмаджид Теббун, спорно избранный в декабре 2019 года после массовых протестов, в начале своего срока инициировал конституционную реформу, которая привела к проведению референдума 1 ноября 2020 года. Президент Теббун объявил о досрочном роспуске двух палат парламента в конце 2020 года, если новая конституция будет одобрена населением. Хотя референдум был одобрен, призыв к новым выборам был отложен из-за перевода Теббуна в Германию более чем на два месяца для лечения от COVID-19.

## Результаты
На выборах была самая низкая явка в законодательные органы за всю историю Алжира (только на референдуме по конституции Алжира в 2020 году явка была ниже), в них участвовало менее 23 % потенциальных избирателей. Правящий Фронт национального освобождения получил большинство мест, хотя и ФНО, и его партнёр по коалиции Национальное демократическое объединение понесли тяжёлые потери. Националистический Фронт будущего, исламистское движение Движение общества за мир и новое Движение национального строительства, а также независимые организации добились больших успехов, в то время как в других организациях произошли незначительные изменения. В общей сложности 136 мест получили кандидаты в возрасте до 40 лет, 35 мест получили женщины и 274 места получили лица с высшим образованием.
|                                                                                      |                                          |            |       |       |       |  |  |  |  |
| Партия                                                                               | Партия                                   | Голоса     | %     | Места | +/-   |  |  |  |  |
|                                                                                      | Фронт национального освобождения         | 287 828    | 6,24  | 98    | -63   |  |  |  |  |
|                                                                                      | Движение общества за мир-Фронт перемен   | 208 471    | 4,52  | 65    | +31   |  |  |  |  |
|                                                                                      | Национальное демократическое объединение | 198 758    | 4,31  | 58    | -42   |  |  |  |  |
|                                                                                      | Фронт будущего                           | 153 987    | 3,34  | 48    | +34   |  |  |  |  |
|                                                                                      | Движение национального строительства     | 106 203    | 2,30  | 39    | -     |  |  |  |  |
|                                                                                      | Голос народа                             | 13 103     | 0,28  | 3     | +2    |  |  |  |  |
|                                                                                      | Партия свободы и справедливости          | 10 618     | 0,23  | 2     | 0     |  |  |  |  |
|                                                                                      | Новый алжирский фронт                    | 7 916      | 0,17  | 1     | 0     |  |  |  |  |
|                                                                                      | Фронт справедливости и развития          | 7 667      | 0,17  | 2     | -     |  |  |  |  |
|                                                                                      | El Fadjr El Djadid                       | 7 433      | 0,16  | 2     | новая |  |  |  |  |
|                                                                                      | Партия чести                             | 5 942      | 0,13  | 1     | -2    |  |  |  |  |
|                                                                                      | Фронт хорошего управления                | 3 724      | 0,08  | 2     | новая |  |  |  |  |
|                                                                                      | Jil Jadid                                | 3 576      | 0,08  | 1     | новая |  |  |  |  |
|                                                                                      | Алжирский национальный фронт             | 1 207      | 0,03  | 1     | +1    |  |  |  |  |
|                                                                                      | Независимые                              | 256 732    | 5,57  | 84    | +56   |  |  |  |  |
|                                                                                      | Прочие партии                            | 3 337 487  | 72,39 | 0     | -     |  |  |  |  |
| Всего                                                                                | Всего                                    | 4 610 652  | 100   | 407   | -55   |  |  |  |  |
| Недействительных/пустых бюллетеней                                                   | Недействительных/пустых бюллетеней       | 1 011 749  | 17,99 | -     | -     |  |  |  |  |
| Всего                                                                                | Всего                                    | 8 225 223  | 100   | 462   | 0     |  |  |  |  |
| Зарегистрированных избирателей / Явка                                                | Зарегистрированных избирателей / Явка    | 24 453 992 | 22,99 | -     | -     |  |  |  |  |
| Источник: Official Algerian Journal Архивная копия от 5 июля 2021 на Wayback Machine |                                          |            |       |       |       |  |  |  |  |